# Liste des chansons d'Adele
La liste des chansons d'Adele contient l'ensemble des chansons de la chanteuse britannique de pop, des reprises sur ses albums studio, albums live, compilations, EPs, démos, singles et splits.

## Chansons

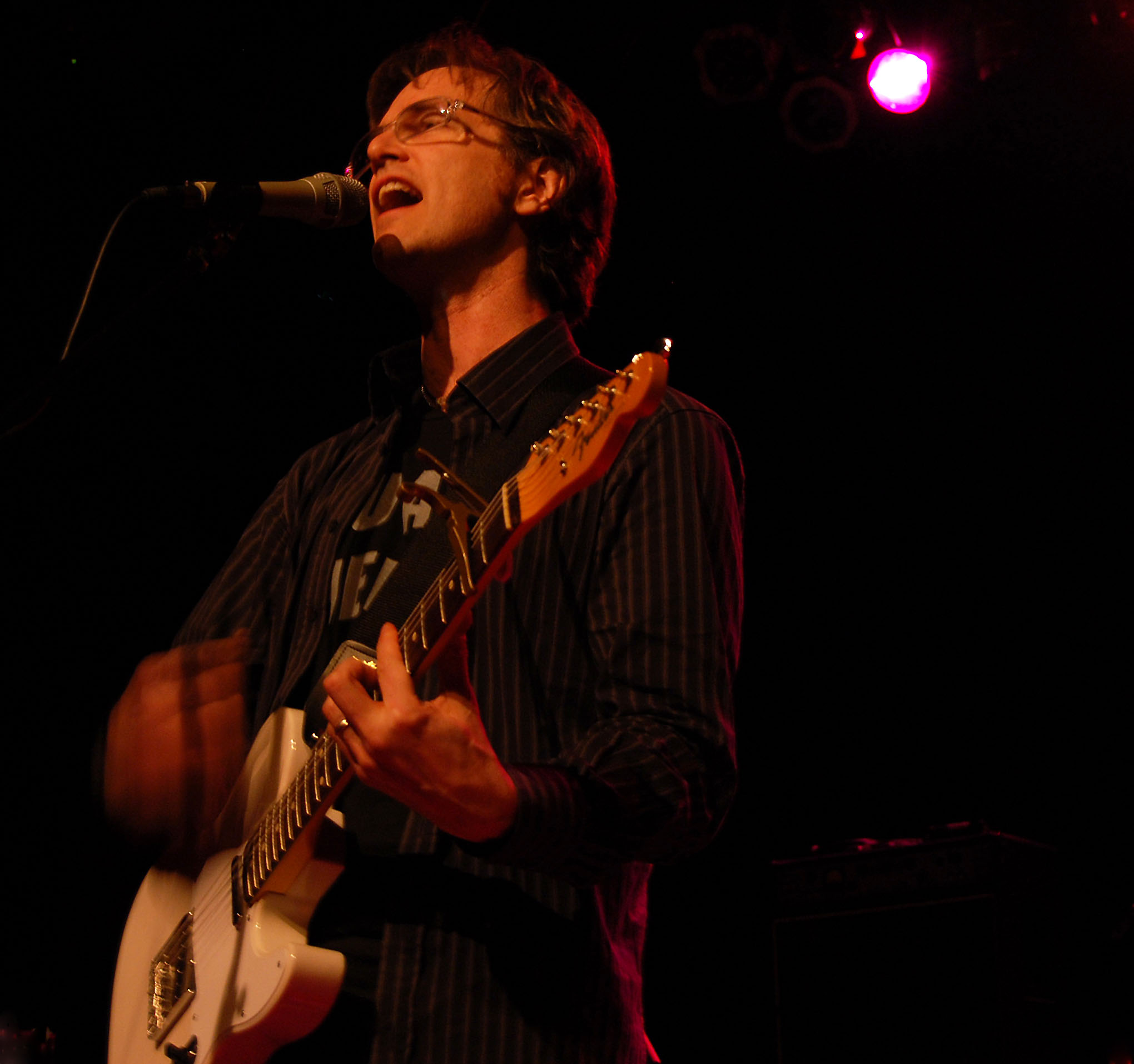
Dan Wilson a co-écrit les chansons "Don't You Remember", "One and Only" et Someone Like You avec Adele pour son deuxième album studio 21.

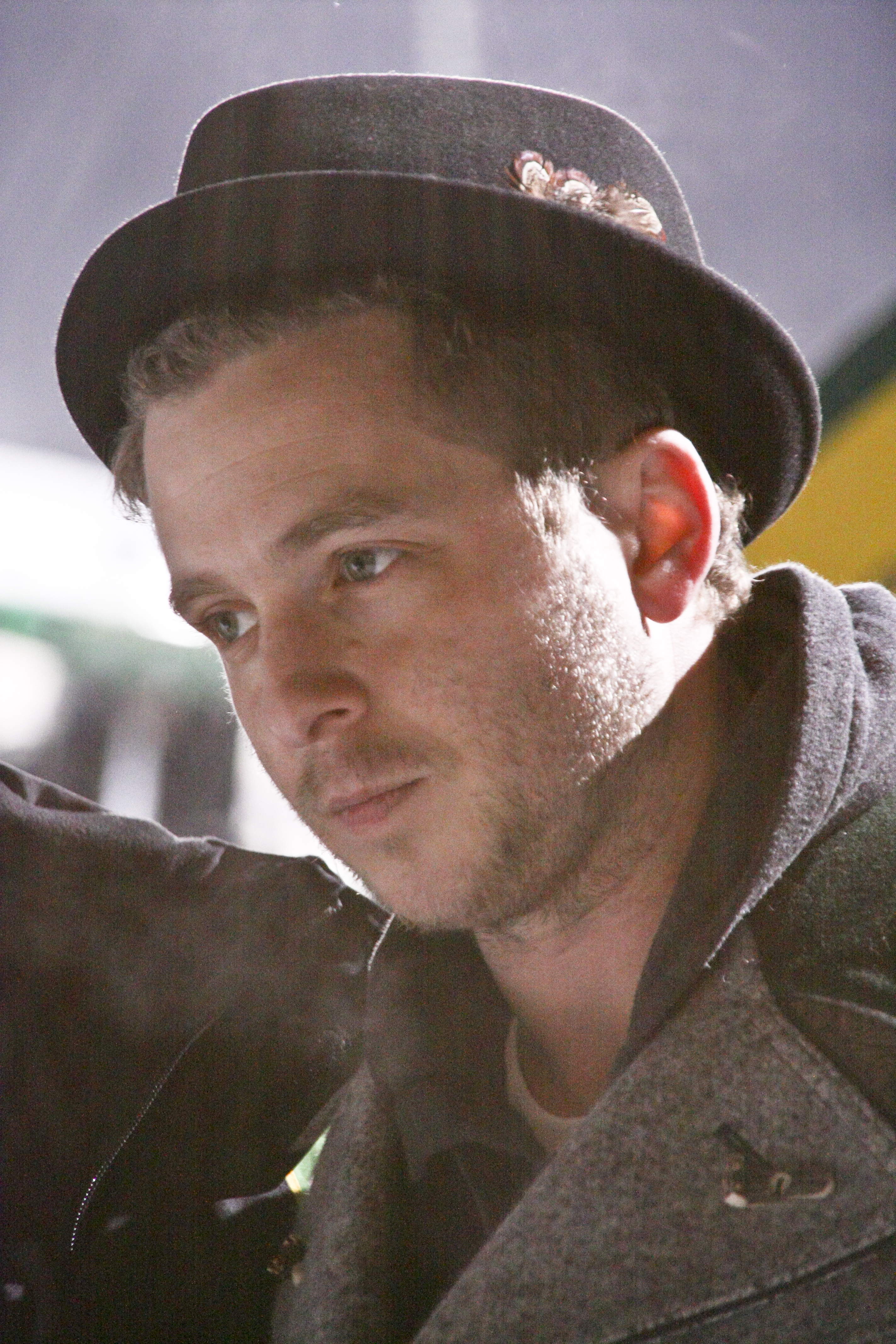
Ryan Tedder a co-écrit les chansons Rumour Has It et Turning Tables avec Adele pour 21.

- Haut – A
- B
- C
- D
- E
- F
- G
- H
- I
- J
- K
- L
- M
- N
- O
- P
- Q
- R
- S
- T
- U
- V
- W
- X
- Y
- Z
- 0-9

| † | Chanson sortie en single            |
| ‡ | Chanson écrite uniquement par Adele |

| Chansons                         | Artiste(s)                          | Auteur(s)                                                                           | Album                   | Année | Réf.  |
| -------------------------------- | ----------------------------------- | ----------------------------------------------------------------------------------- | ----------------------- | ----- | ----- |
| All I Ask                        | Adele                               | NC                                                                                  | 25                      | 2015  |       |
| Best for Last                    | Adele                               | Adele Adkins ‡                                                                      | 19                      | 2008  | [ 2 ] |
| Can't Let Go                     | Adele                               | NC                                                                                  | 25                      | 2015  |       |
| Chasing Pavements †              | Adele                               | Adele Adkins Eg White                                                               | 19                      | 2008  | [ 2 ] |
| Cold Shoulder †                  | Adele                               | Adele Adkins ‡                                                                      | 19                      | 2008  | [ 2 ] |
| Crazy for You                    | Adele                               | Adele Adkins ‡                                                                      | 19                      | 2008  | [ 2 ] |
| Daydreamer                       | Adele                               | Adele Adkins ‡                                                                      | 19                      | 2008  | [ 2 ] |
| Don't You Remember               | Adele                               | Adele Adkins Dan Wilson                                                             | 21                      | 2011  | [ 1 ] |
| Every Glance                     | Jack Peñate featuring Adele         | NC                                                                                  | Everything Is New       | 2009  | [ 3 ] |
| First Love                       | Adele                               | Adele Adkins ‡                                                                      | 19                      | 2008  | [ 2 ] |
| Fool That I Am                   | Adele                               | Floyd Hunt                                                                          | NC                      | 2008  | [ 2 ] |
| Hello †                          | Adele                               | Adele Adkins Greg Kurstin                                                           | 25                      | 2015  |       |
| He Won't Go                      | Adele                               | Adele Adkins Paul Epworth                                                           | 21                      | 2011  | [ 1 ] |
| Hiding My Heart                  | Adele                               | Tim Hanseroth                                                                       | 21                      | 2011  | [ 1 ] |
| Hometown Glory †                 | Adele                               | Adele Adkins ‡                                                                      | 19                      | 2008  | [ 2 ] |
| I Found a Boy                    | Adele                               | Adele Adkins ‡                                                                      | 21                      | 2011  | [ 1 ] |
| I Miss You                       | Adele                               | NC                                                                                  | 25                      | 2015  |       |
| I'll Be Waiting                  | Adele                               | Adele Adkins Paul Epworth                                                           | 21                      | 2011  | [ 1 ] |
| If It Hadn't Been For Love       | Adele                               | Chris Stapleton Michael Henderson                                                   | 21                      | 2011  | [ 1 ] |
| Lay Me Down                      | Adele                               | NC                                                                                  | 25                      | 2015  |       |
| Love In The Dark                 | Adele                               | NC                                                                                  | 25                      | 2015  |       |
| Lovesong                         | Adele                               | Boris Williams Lol Tolhurst Porl Thompson Robert Smith Roger O'Donnell Simon Gallup | 21                      | 2011  | [ 1 ] |
| Make You Feel My Love †          | Adele                               | Bob Dylan                                                                           | 19                      | 2008  | [ 2 ] |
| Many Shades of Black †           | The Raconteurs et Adele             | Brendan Benson Jack White                                                           | Consolers of the Lonely | 2008  | [ 4 ] |
| Melt My Heart to Stone           | Adele                               | Adele Adkins Eg White                                                               | 19                      | 2008  | [ 2 ] |
| Million Years Ago                | Adele                               | NC                                                                                  | 25                      | 2015  |       |
| My Same                          | Adele                               | Adele Adkins ‡                                                                      | 19                      | 2008  | [ 2 ] |
| My Yvonne                        | Jack Peñate featuring Adele         | NC                                                                                  | Matinée                 | 2007  | [ 5 ] |
| Now and Then                     | Adele                               | Adele Adkins ‡                                                                      | 19                      | 2008  | [ 2 ] |
| One and Only                     | Adele                               | Adele Adkins Dan Wilson Greg Wells                                                  | 21                      | 2011  | [ 1 ] |
| Painting Pictures                | Adele                               | Adele Adkins ‡                                                                      | 19                      | 2008  | [ 2 ] |
| Remedy                           | Adele                               | NC                                                                                  | 25                      | 2015  |       |
| Reminded                         | Tyga featuring Adele                | NC                                                                                  | Black Thoughts Vol. 2   | 2011  | [ 6 ] |
| Right as Rain                    | Adele                               | Adele Adkins Clay Holley Jeff Silverman Leon Michels Nick Movshon                   | 19                      | 2008  | [ 2 ] |
| River Lea                        | Adele                               | NC                                                                                  | 25                      | 2015  |       |
| Rolling in the Deep †            | Adele                               | Adele Adkins Paul Epworth                                                           | 21                      | 2010  | [ 1 ] |
| Send My Love (To Your New Lover) | Adele                               | NC                                                                                  | 25                      | 2015  |       |
| Set Fire to the Rain †           | Adele                               | Adele Adkins Fraser T Smith                                                         | 21                      | 2011  | [ 1 ] |
| Set Fire to the Rain †           | Adele                               | Adele Adkins Fraser T Smith                                                         | 21                      | 2011  | [ 1 ] |
| Skyfall †                        | Adele                               | Adele Adkins Paul Epworth                                                           | Skyfall                 | 2012  | [ 7 ] |
| Someone Like You †               | Adele                               | Adele Adkins Dan Wilson                                                             | 21                      | 2011  | [ 1 ] |
| Sweetest Devotion                | Adele                               | NC                                                                                  | 25                      | 2015  |       |
| Take It All                      | Adele                               | Adele Adkins Eg White                                                               | 21                      | 2011  | [ 1 ] |
| Tired                            | Adele                               | Adele Adkins Eg White                                                               | 19                      | 2008  | [ 2 ] |
| That's It, I Quit, I'm Moving On | Adele                               | Del Serino Roy Alfred                                                               | 19                      | 2008  | [ 2 ] |
| Turning Tables †                 | Adele                               | Adele Adkins Ryan Tedder                                                            | 21                      | 2011  | [ 1 ] |
| Water and a Flame †              | Daniel Merriweather featuring Adele | Daniel Merriweather                                                                 | Love & War              | 2009  | [ 8 ] |
| Water Under The Bridge           | Adele                               | NC                                                                                  | 25                      | 2015  |       |
| When We Were Young               | Adele                               | NC                                                                                  | 25                      | 2015  |       |
| Why Do You Love Me               | Adele                               | NC                                                                                  | 25                      | 2015  |       |